# Кашкадарьинский диалект арабского языка
Кашкадарьинский диалект арабского языка (англ. Qashqadarya Arabic, Uzbeki Arabic) — одна из среднеазиатских разновидностей арабского языка (вероятно, смешанный язык).
Кашкадарьинский диалект является одной из двух разновидностей арабского языка, распространённой на территории Узбекистана. Существуя изолированно друг от друга, кашкадарьинский и бухарский диалекты стали невзаимопонятными. На первый больше повлиял узбекский язык, на второй — таджикский.
В 1938 году насчитывалось около 1 тыс. носителей кашкадарьинского диалекта, а общая численность арабов в Кашкадарье в 1924 году составляла 7 321 человек. Большинство из арабоязычных арабов владели двумя или тремя языками: родным диалектом и узбекским или таджикским языками. По данным справочника Ethnologue, в маленьких деревнях в Навоийской, Кашкадарьинской, Бухарской и Самаркандской областях Узбекистана, в Зеравшанской долине, а также в городе Каттакурган (несколько человек) проживают около 700 носителей кашкадарьинского диалекта.